# Легка піхота

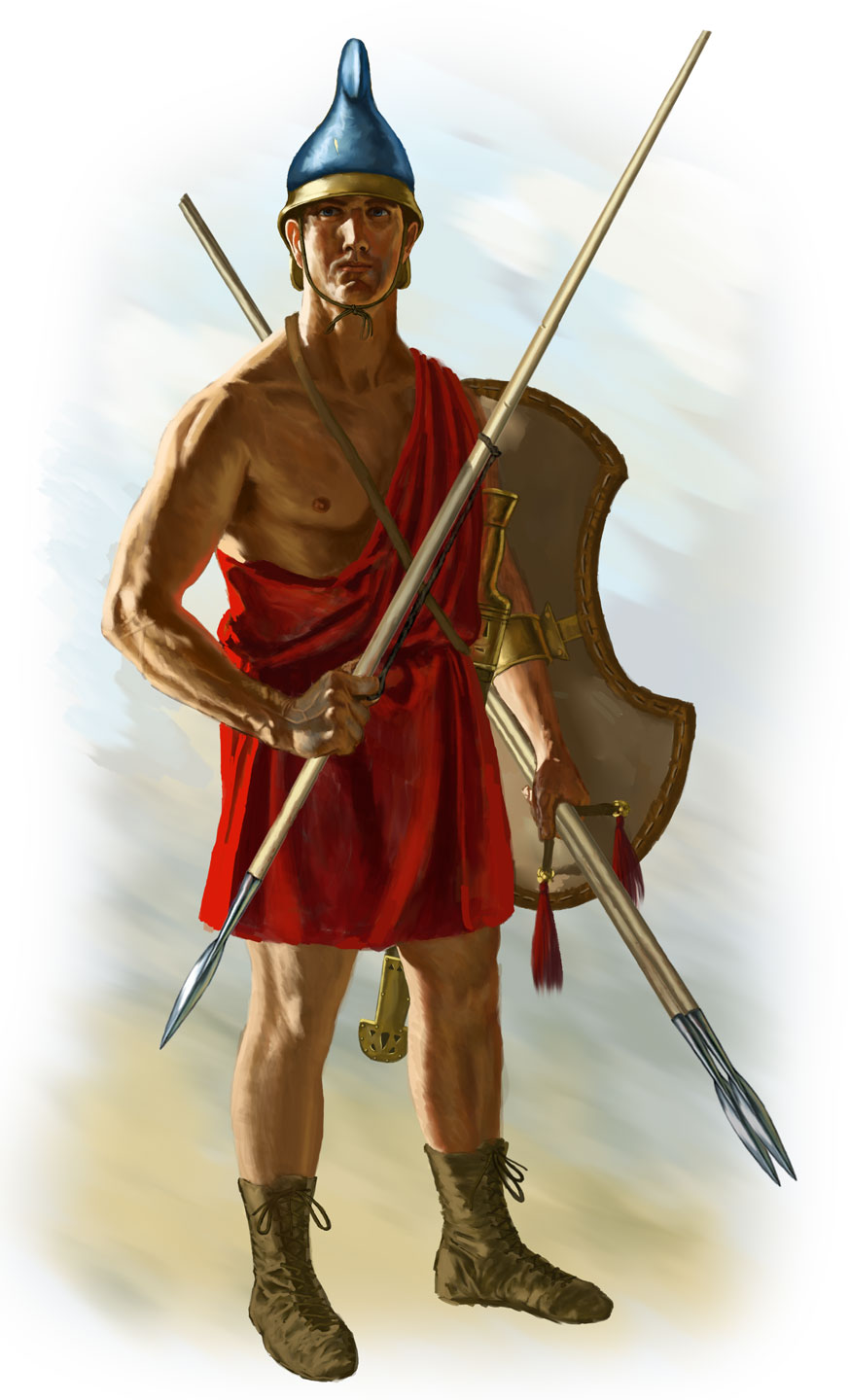
Представник легкої піхоти Давньої Греції — пельтаст тримає 3 дротики, один з них у правій руці, а два інших — у лівій руці, яка тримає щит-пелту

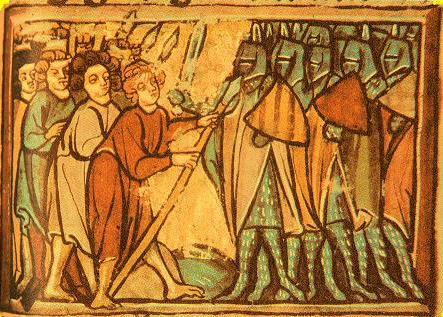
Середньовічна битва: легка піхота в битві з важкою лицарською піхотою

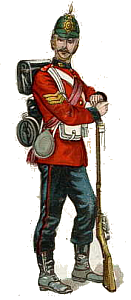
Сержант Сомерсетського легкого піхотного полку Великої Британії в польовій формі. 1898.

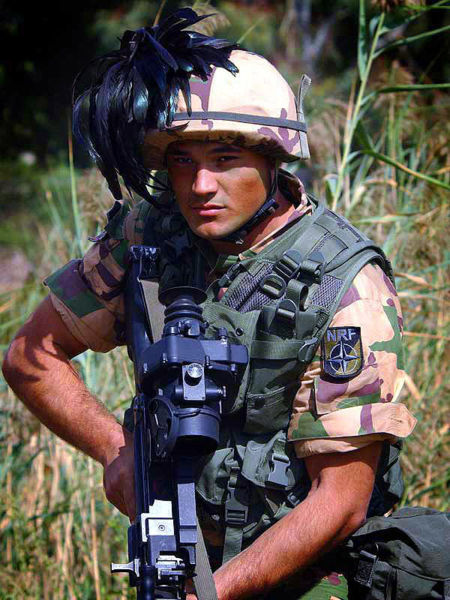
Сучасна італійська легка піхота — берсальєри. NATO Response Force

Легка́ піхо́та — різновид піхоти, що призначалася для ведення маневрених дій, як правило, в особливих умовах.

## Історія
У Стародавньому Римі легка піхота називалася веліти. Озброєння легкої піхоти складалося з луків, пращ, легких списів, дротиків; захисного озброєння легка піхота зазвичай не мала. Як правило, діяла попереду і на флангах важкої піхоти (триаріїв), готуючи її атаку метанням стріл, списів, дротиків і каменів, або вела бій під її прикриттям. Успішно використовувалася також при штурмі фортець.
У Давньої Греції легка піхота існувала разом із середньою піхотою (гипаспісти), діяла в розсипному строю спільно з гоплітами і була особливо ефективна в бою проти малорухомої фаланги важкої піхоти.
Легка піхота у війську Київської Русі в 9-11 століттях мала на озброєнні ножі, списи (метальні і для рукопашного бою), сокири і луки. У 18-19 ст. в регулярних арміях Європи поряд з важкою (лінійною) знову з'явилася легка піхота, яка відрізнялася більшою рухливістю, мала на озброєнні більш досконалу зброя (штуцера) і полегшене спорядження. Своїм вогнем вона готувала атаку лінійної піхоти і діяла в розсипному строю (застрільники). Легку піхоту складали стрілецькі, єгерські або вольтижерські роти (батальйони, полки). У Російській імперії перший батальйон єгерського типу був сформований П. О. Румянцевим в 1761 в ході Семирічної війни 1756-63. Він застосовувався в основному для ведення розвідки і дій в розсипний строю перед наступаючими військами.
Під час Першої та Другої світових війн до легкій піхоті відносилися гірські єгері, гірськострілецькі (гірсько-піхотні), легкі стрілецькі формування, що призначалися для дій в особливих умовах (гірсько-лісистій, полярної місцевості тощо).